# Mario Vušković
Mario Vušković (pronunciación en croata: /mâːrio ʋûʃkoʋitɕ/; Split, Croacia, 16 de noviembre de 2001) es un futbolista croata que juega como defensa en el Hamburgo S. V. de la 2. Bundesliga.

## Trayectoria
Comenzó a jugar al fútbol ingresando en la academia del RNK Split, antes de pasar a la academia del gigante de Dalmacia, el H. N. K. Hajduk Split en 2016. Inicialmente era un centrocampista defensivo pero en los equipos juveniles fue reubicado en la posición de defensa central. En octubre de 2018, fue incluido en la lista Next Generation de The Guardian.
El 18 de agosto de 2019, debutó en la Primera Liga de Croacia con el Hajduk Split en la victoria por 3-0 sobre el HNK Gorica. Sin embargo, no procedió a tener muchas oportunidades durante el mandato de Damir Burić en el club. El 16 de noviembre, se fracturó el brazo mientras era internacional en Elbasan; en la victoria amistosa de Croacia sub-20 contra Albania por 1-0, lo que le dejó fuera de juego durante tres meses. Durante el mandato de Igor Tudor en el club se afianzó en el once titular tras la suspensión de la liga por el COVID-19 y las lesiones de Ardian Ismajli y Nihad Mujakić. 
Marcó su primer gol con el Hajduk Split el 16 de junio de 2020, en la derrota por 2-3 ante el N. K. Varaždin. El 25 de julio, en la última jornada, recibió dos tarjetas amarillas y fue expulsado en la victoria por 1-4 contra el N. K. Inter Zaprešić.
Antes y durante la temporada 2020-21; atrajo la atención de varios clubes de la Serie A, sobre todo de la S. S. C. Napoli. Sin embargo, el presidente del club, Lukša Jakobušić frenó el fichaje calificando a Vušković cómo parte del "proyecto del club". El 27 de enero de 2021, marcó el primer gol en la derrota por 3-1 en el derbi contra el G. N. K. Dinamo Zagreb.
El 20 de marzo, asistió a Marin Ljubičić para que marcara el único gol de la victoria por 1-0 en el derbi contra el H. N. K. Šibenik. A principios de mayo despertó un importante interés del Celtic F. C. y del Torino F. C. El 12 de mayo, marcó el primer gol y dio una asistencia a Stipe Biuk para el cuarto en la victoria por 4-0 sobre el Gorica.
El 31 de agosto de 2021, firmó un contrato de cesión por dos años con el Hamburgo S. V. con opción de compra. Debutó el 18 de septiembre, en una victoria por 2-0 contra el Werder Bremen; a pesar de las dificultades iniciales en los tres primeros meses se convirtió en titular indiscutible y sus actuaciones hicieron que el club lo fichara definitivamente el 15 de marzo de 2022. El 16 de abril, marcó su primer gol con Hamburgo, de tiro libre en la victoria por 3-0 sobre el Karlsruher S. C.

## Selección nacional
Formó parte de la selección de 18 jugadores de Dario Bašić para el Campeonato Europeo Sub-17 de la UEFA 2017. Hizo una aparición en el torneo, en el empate 1-1 con España, ya que Croacia terminó en el último lugar del grupo.
Consiguió su primera convocatoria con la selección sub-21 de Croacia en agosto de 2020, de cara a los partidos de fase de clasificación para la Eurocopa Sub-21 de 2021 contra Grecia y la República Checa. Debutó el 12 de noviembre, en un empate a domicilio con Escocia. El 9 de marzo 202 fue incluido en la lista de 23 jugadores de Igor Bišćan para la fase de grupos del torneo. El 17 de mayo fue incluido en la lista de 23 jugadores de Bišćan para la fase eliminatoria del torneo.

## Vida personal
Su bisabuelo, Marko, jugó tres partidos con el H. N. K Hajduk Split en el territorio liberado de Vis durante la Segunda Guerra Mundial, y más tarde trabajó como ejecutivo del club. Su abuelo, Mario, a quien debe su nombre, asistió a la academia del Hajduk en la década de 1970 y ganó un título de liga juvenil durante el mandato de Tomislav Ivić. Su padre, Danijel, es un exfutbolista que jugó como defensa. Su primo Moreno juega como delantero en el PFC Litex Lovech.
Nombró a Sergio Ramos como su ídolo futbolístico.

## Estadísticas

### Clubes
Actualizado al último partido disputado el 9 de noviembre de 2022.
| Club                            | Div.          | Temporada     | Liga  | Liga  | Copas nacionales | Copas nacionales | Copas internacionales | Copas internacionales | Total | Total |
| Club                            | Div.          | Temporada     | Part. | Goles | Part.            | Goles            | Part.                 | Goles                 | Part. | Goles |
| ------------------------------- | ------------- | ------------- | ----- | ----- | ---------------- | ---------------- | --------------------- | --------------------- | ----- | ----- |
| HNK Hajduk Split II · Croacia   | 3.ª           | 2018-19       | 18    | 1     | —                | —                | —                     | —                     | 18    | 1     |
| HNK Hajduk Split II · Croacia   | 3.ª           | 2019-20       | 1     | 0     | —                | —                | —                     | —                     | 1     | 0     |
| HNK Hajduk Split II · Croacia   | Total club    | Total club    | 19    | 1     | 0                | 0                | 0                     | 0                     | 19    | 1     |
| H. N. K. Hajduk Split · Croacia | 1.ª           | 2019-20       | 10    | 1     | 1                | 0                | —                     | —                     | 11    | 1     |
| H. N. K. Hajduk Split · Croacia | 1.ª           | 2020-21       | 29    | 2     | 2                | 0                | 2                     | 0                     | 33    | 2     |
| H. N. K. Hajduk Split · Croacia | 1.ª           | 2021-22       | 3     | 0     | 0                | 0                | 1                     | 0                     | 4     | 0     |
| H. N. K. Hajduk Split · Croacia | Total club    | Total club    | 42    | 3     | 3                | 0                | 3                     | 0                     | 48    | 3     |
| Hamburgo S. V. · Alemania       | 2.ª           | 2021-22       | 26    | 1     | 3                | 0                | —                     | —                     | 29    | 1     |
| Hamburgo S. V. · Alemania       | 2.ª           | 2022-23       | 16    | 2     | 2                | 0                | —                     | —                     | 18    | 2     |
| Hamburgo S. V. · Alemania       | Total club    | Total club    | 42    | 3     | 5                | 0                | 0                     | 0                     | 47    | 3     |
| Total carrera                   | Total carrera | Total carrera | 103   | 7     | 8                | 0                | 3                     | 0                     | 114   | 7     |